# マーティン/呪われた吸血少年
『マーティン/呪われた吸血少年』（マーティン のろわれたきゅうけつしょうねん、Martin）は、1977年製作、1978年5月10日にアメリカで公開されたホラー映画。監督はジョージ・A・ロメロ。

## 概要
『ザ・クレイジーズ 細菌兵器の恐怖』（The Crazies / CODE NAME:TRIXIE / The Mad People (1973)）に続いてロメロが監督した劇場用映画。現代を舞台に、人間の血を求める少年（自称84歳）と、彼を監視するいとこの老人との確執を軸に、ドラキュラ伯爵に代表される吸血鬼伝説を新たな視点・角度から描いた作品である。ロメロは本作を「自身の手掛けた作品の中で、最も気に入っている」と公言している。
本作には、後のロメロ作品に関わる出演者やスタッフ、いわゆる“ロメロ・ファミリー”が多々集まっている。カメオ出演している製作者のリチャード・P・ルビンスタインは、本作よりロメロとパートナー提携を行いローレル・グループを設立、本作以降のロメロ作品をプロデュースしてゆく。特殊メイクアップアーティストのトム・サヴィーニは本作がロメロ作品への初参加で、卓越した技術でリアルなスプラッター描写を披露した。また彼は俳優としても本作に出演している（アーサー役）。主演のマーティンを演じたジョン・アンプラスは、本作以降のロメロ作品に出演、『ゾンビ』ではキャスティング・ディレクターも務めている。クリスティーナ役のクリスティーン・フォレストもロメロ作品へ多数出演、『ゾンビ』ではアシスタント・ディレクター、『死霊のえじき』ではキャスティング・ディレクターなども担当。1981年にロメロと結婚した（後に離婚）。バイカーの恋人でチョイ役出演したゲイラン・ロスは『ゾンビ』『クリープショー』に出演。DJ役で声のみで出演し、本作の撮影監督を務めたマイケル・ゴーニックは『ゾンビ』以降も撮影監督として参加。その他、『ゾンビ』に関わるドナ・シーゲル、トニー・ブーバ、パスカル・ブーバなども出演している。

## ストーリー
ピッツバーグ行きの夜行列車で、青年マーティンは女性客を襲い、睡眠薬を注射して眠らせると生血をすすった。翌朝、犯行の証拠と死体を隠蔽し、通路にあふれる乗客たちをすり抜けてホームに降り立った彼の前には、白いスーツに身を包んだ老人が待ち構えていた。彼の名はクーダ。とても同年代には見えない2人だが、関係性は“いとこ”であるという。支線に乗り換えさらに小さな町に降りると、マーティンはろくに話しかけられることもないままクーダの自宅へと導かれる。マーティンの吸血行為を知っているクーダは、彼を自宅に住まわせ、行動のすべてを監視することにしていた。マーティンを“悪魔”だと考え、「町の人間には手を出すな」と警告するクーダは、室内に十字架やニンニクを掲げてマーティンを牽制するが、彼は「病気に過ぎない」と、十字架やニンニクが何の効力もないことを示す。
クーダの経営する食料・日常雑貨店の手伝いをすることになるマーティンだったが、時おり湧き上がる血を求める衝動を抑えることができず、夜に家を抜け出しては凶行を続けていく。その一方で、クーダの孫であるクリスティーナと打ち解けた彼は、彼女の提案で部屋に電話を引く。孤独を抱え、自らが何者であるか思い悩むマーティンは、ラジオの身の上相談に匿名で電話。自分が吸血鬼であることを告白すると、彼は次第にリスナーの人気者となっていく。
互いに孤独を抱える者として共感し、マーティンは唯一、町で暮らすサンティーニ夫人と心を通わせていく。吸血衝動が次第に抑えられ、マーティンは、このまま普通の生活を送っていくかに思えた。だが、夫人が突然自殺したことをきっかけに、物語は衝撃的な結末を迎える。

## スタッフ
- 監督・脚本：ジョージ・A・ロメロ
- 製作：リチャード・P・ルビンスタイン
- 撮影：マイケル・ゴーニック
- 特殊メイク：トム・サヴィーニ
- 音楽：ドナルド・ルビンスタイン

日本語版制作スタッフ
- プロデューサー：藤村健一（フィールドワークス）
- 演出：吉田啓介
- 翻訳：笠井拓
- 調整：村越直、宮崎愛菜
- スタジオ：グロービジョン
- 制作：フィールドワークス
- 協力：ふきカエル大作戦
- 日本語版制作：グロービジョン

## キャスト
マーティン・マサイアス
演 - ジョン・アンプラス、日本語吹替 - 川本克彦
自分を吸血鬼だと信じ込んでいる嗜血症の男。少年の姿をしているが、自らの年齢を84歳と告白する場面があるほか、いとこのクーダもマーティンの年齢を84歳としている。
一定期間が経つと、人間の血を吸いたい欲望がピークに達し、他の町へ出かけては殺人と吸血を繰り返している。母エリナの死を機に、クーダの家に身を寄せることになるが、彼からは町の人間には決して手を出さないよう念押しされる。クーダの店の配達でサンティーニ夫人と親しくなり、やがて彼女と結ばれる。
クーダ
演 - リンカーン・マーゼル、日本語吹替 - 玄田哲章
マーティンのいとこで、マーティンのことを「ノスフェラトゥ」と呼び蔑んでいる。呪われた血族の長老が定めた掟に従いマーティンの身をしぶしぶ引き受ける。「町の者に手を出したら処刑する」とマーティンに宣言、出入りが分かるよう部屋には鳴子を仕掛けるほか、彼を自ら経営する食料・日常雑貨店で働かせ、行動のすべてを監視する。敬虔なキリスト教徒であり、町の人々（主婦層）からは、厚い信頼を寄せられている模様。
クリスティーナ
演 - クリスティーン・フォレスト、日本語吹替 - 潘めぐみ
クーダの孫娘。明るく快活な性格でマーティンと積極的に関わり、彼のことを親身になって心配する。その一方で、恋人アーサーとの将来に不安を抱え、クーダの独善的な行動にも振り回されており、閉塞した環境に苦悩している。クーダの偏執的な性格に嫌気がさし、アーサーとともに町を出てゆく。
サンティーニ夫人
演 - エレイン・ナデュー、日本語吹替 - 深見梨加
町に住む中年の既婚女性。夫が出張がちのため、ほぼ独り暮らしのような状況である。また夫が他の女性と浮気をしていることも知っていて、精神が多少不安定になっている。クーダの店の配達でやってきたマーティンに興味を抱く。彼に悩みを打ち明けるうちに親しくなり、やがて肉体関係を持つように。だが、その後突然バスタブで手首を切って自殺する。
アーサー
演 - トム・サヴィーニ、日本語吹替 - 江原正士
クリスティーナの恋人。整備士だが町での仕事が少なく別の町へ移ろうと考えている。クリスティーナとの関係にも進展がなく、彼女との衝突が絶えない。彼女とは最終的には破局するが、クーダと決別した彼女を自分の車に乗せ一緒に町を出る。
ハワード神父
演 - ジョージ・A・ロメロ、日本語吹替 - 大塚明夫
新任の神父。ワインを好み、悪魔の存在を信じていないなど、社交的で世俗的な面も持ち合わせている。クーダに夕食に招待され、悪魔憑きの話題を振られた際に、悪魔祓いを行うズリマス神父を紹介する。
ラジオDJ
演 - マイケル・ゴーニック、日本語吹替 - 堀内賢雄
ラジオの相談コーナーを担当しているパーソナリティ。質問者に対して、しばしば辛辣な対応をしたり揶揄することがある。マーティンから吸血行為の苦悩を打ち明けられたことで、たちまちコーナーの人気が沸騰。マーティンを「伯爵」と呼び、人気者に祭り上げてゆく。
ジュディ
演 - サラ・ヴィネイブル、日本語吹替 - 有賀由樹子
別の町に住む人妻。マーティンに目を付けられ、ルイスと浮気中にマーティンに襲われる。マーティンがルイスを吸血の獲物に選んだことで、眠らされただけで命までは奪われなかった。
ルイス
演 - ロジャー・ケイン、日本語吹替 - 横田大輔
マーティンがジュディを襲った際、一緒にいた浮気相手。マーティンを捕えようとするが逆に麻酔薬で眠らされ、マーティンのえじきとなる。
ズリマス神父
演 - J・クリフォード・フォレスト・ジュニア、日本語吹替 - 武田太一
悪魔祓いを行う老神父。クーダに招かれマーティンの悪魔祓いを行う。
ベリーニ夫人
演 - キャロル・マクロスキー、日本語吹替 - 斉藤こず恵
クーダの経営する食料・日常雑貨店の常連の老女。昔ながらの倫理観の持ち主で、クリスティーナが居る家にマーティンを同居させるクーダに苦言を呈したり、マーティンがまじめに仕事をしていないと決めつけ、厳しく叱責する。
ジュディの夫
演 - リチャード・P・ルビンスタイン、日本語吹替 - 岩城泰司
その他声の出演：ニケライ・ファラナーゼ、岸本百恵、所河ひとみ

## 劇場公開・ソフト化
1985年のソフト発売時に、一般試写を兼ねた限定上映が行われたことがある。
第30回東京国際映画祭（2017年）のオールナイト企画「ミッドナイト・フィルム・フェス！　ジョージ・Ａ・ロメロ　フォーエバーナイト　～ロメロよ今夜もありがとう～」で上映される。同上映では『ナイト・オブ・ザ・リビングデッド』『ゾンビ　米国劇場公開版』も上映。上映前に映画評論家の町山智浩によるトークショーが行われた。
1985年の初ソフト化（VHS、ベータマックス、VHD）を経て、2001年にDVDが発売。その後長らく廃盤であったが、2018年に世界に先駆けてブルーレイが日本発売された。
- マーティン／呪われた吸血少年 VHS（1985年5月21日、CIC・ビクタービデオ　JHF0102）
- マーティン／呪われた吸血少年 ベータマックス（1985年5月21日、CIC・ビクタービデオ　JBF0102）
- マーティン／呪われた吸血少年 VHD（1985年5月21日、CIC・ビクタービデオ　VHP49188）
- マーティン／呪われた吸血少年 LD（1985年7月21日、パイオニアLDC　SF078-0075）
- マーティン DVD（2001年11月23日、ハピネット・ピクチャーズ　B00005QWJO）
- ジョージ・A・ロメロ追悼企画 マーティン/呪われた吸血少年 特別版 Blu-ray（2018年12月21日、ハピネット・ピクチャーズ　B07GQJV5H7）[3]

## クラウドファンディングによる日本語吹替版制作
本作は、これまでソフト収録およびテレビ放送用に日本語吹替版が制作された記録がなく、2018年9月9日～10月30日に、ブルーレイの発売に合わせた新規吹替版制作企画の資金集めが、クラウドファンディングサイト「Makuake」にて行われた。吹替版を制作することは当初から決まっており、同ファンドの目的は、出演声優を豪華にするための資金集めだった。出資は「オールイン方式」（出資額の達成に関わらず実施）で行われ、最終的には目標額には達しなかったものの、江原正士、大塚明夫、堀内賢雄など有名声優の追加キャスティングが実現した。
出資者の出資額に応じて配布されたリターン（非売品グッズ）内容は、「完成した吹替版（ダイジェスト版）のオンライン試写」「ポストカード3枚セット」「一般商品とは異なる、別デザインのインナージャケットのブルーレイ商品」「吹替台本」「参加声優のインタビュー映像特典DVD」「参加声優のサイン入り台本」などである。また、リターンの一部に声優の選択権があり、当該コースへの出資者により、川本克彦（マーティン役）、江原正士（アーサー役）、大塚明夫（ハワード神父役）が選出された。主人公のマーティン役に選ばれた川本は、「選んでいただけたなんて驚きです。こんなことは初めてで、すごくうれしい」と語っている。

## バージョン違い
ジョージ・A・ロメロ監督が最初に編集したバージョンは、モノクロ映像で2時間45分あると言われる。プリントの所在は不明で、ロメロ自身もどこにあるか分からないとのことだった。
『ゾンビ』のイタリア側のプロデューサーのひとりであるアルフレッド・クオモは、ローレル・グループと『ゾンビ』を共同製作する際に『マーティン』の配給権を同社より購入した。ダリオ・アルジェントのアドバイスにより、アルジェント作品にスコアを提供していたゴブリンの非サントラのアルバム曲（「ローラー」「マーク幻想の旅」など）を中心に、本編の音楽が差し替えられた。また、ジョディプレス（アルド・サルヴィの別名義）による数曲と、ゴブリンが本作のために作曲した「Wampyr」も挿入された。
同バージョンは、冒頭の夜行列車での吸血シーンが物語中盤に移動されるなど、本編自体も細かく編集されている。このイタリア編集版は『Wampyr』と改題されて1979年にイタリアで公開されたが、製作者のリチャード・P・ルービンスタインに無許可で編集されたものであり、ロメロ監督、ルービンスタインもこのバージョンを認めていない。そのため、日本で発売されたブルーレイには収録の許諾が下りなかった。海外のKoch MediaやArrow VideoのDVDに収録されているが、製作者のルービンスタインによれば、いずれも「無許可で収録している海賊版」とのことである。